# Slough Town FC
Slough Town FC is een Engelse voetbalclub, uit Slough.
De club werd in 1890 opgericht na de fusie van drie clubs: Swifts, Slough Albion en Young Mens' Friendly Society die samengingen onder de naam Slough FC. Ze speelden oorspronkelijk in de Southern Alliance samen met clubs als Tottenham Hotspur en Erith & Belvedere voordat ze overstapten naar de Great Western Suburban League. In 1921 probeerden ze toe te treden tot de Isthmian League maar ze mochten niet. In plaats daarvan kozen ze voor de Spartan League.
In 1936 verkocht werden de gronden van de club verkocht aan een windhondenconsortium, die wilde dat de voetbalclub binnen de drie jaar vertrok. Ze gingen spelen op de terreinen van Maidenhead United totdat ze besloten te fuseren met Slough Centre F.C. zodat ze opnieuw in Slough konden gaan spelen. De naam van de nieuwe club werd Slough United F.C.
Na de Tweede Wereldoorlog wilde de club niet opnieuw in de Spartan League gaan spelen. Samen met een aantal andere clubs vormden ze de Corinthian League. Hier komt ook hun bijnaam "The Rebels" vandaan. De fusie tussen de twee clubs werd ook opnieuw ontbonden waardoor de club opnieuw onder de naam Slough Town F.C. doorging.
Slough Town werden kampioen in 1950-51 maar in 1964 werd de competitie opnieuw ontbonden. Hierdoor moest het team toetreden tot de Athenian League. Ze werden driemaal kampioen waardoor ze de derde keer promoveerden naar de Isthmian League in 1973. Ze werden hierin tweemaal kampioen waardoor ze naar de Football Conference promoveerden. Ze wisten zich daarin vier seizoenen te handhaven, degradeerden, wisten het eerste seizoen na de degradatie opnieuw te promoveren om drie jaar in de Conference te spelen. De club was echter niet bereid te investeren in het stadion waardoor ze teruggezet werden naar de Isthmian League ondanks dat ze achtste waren geëindigd.
Ze degradeerden naar de Ishtmian League Division One in het seizoen 2000-01 maar wisten terug te promoveren naar de Premier Division in 2003-04. Na seizoen 2006/07 moest de club opnieuw een stapje terugzetten.
Na het seizoen 2017/18 promoveerden ze via de playoffs naar de National League South.

## (ex-)bekende spelers
- Brian McDermott
- Kenny Sansom
- Eric Young (voetballer)

## (ex-)bekende trainer
- Brian McDermott